# Yayla (Sommersiedlung)

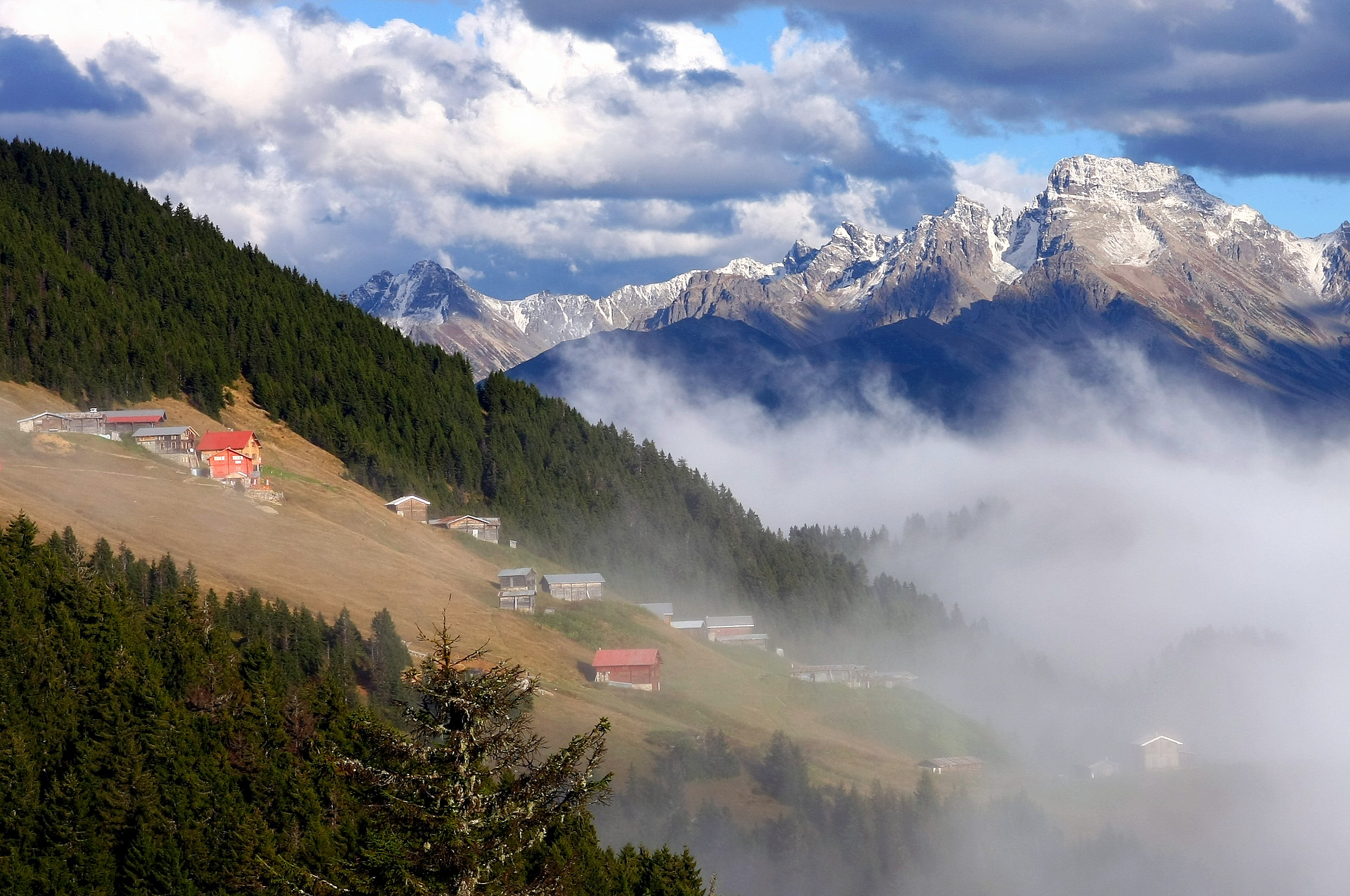
Pokut Yayla bei Rize

Die Yaylas sind wohnortnahe Sommersiedlungen größerer Dauersiedlungen im inneranatolischen Hochland der Türkei und eine Sonderform der Transhumanz.

## Yaylacılık
Obwohl Lebens- und Wirtschaftsweise des Nomadismus in der Türkei weitgehend der Vergangenheit angehören, haben die zahlreichen Turkmenen-Gruppierungen, die seit dem 11. Jahrhundert aus Zentralasien nach Anatolien einwanderten, mit ihrem Nomadismus nicht nur eine für Anatolien der damaligen Zeit neue Lebensform in diesen Raum gebracht. Sie schufen damit gleichzeitig Grundlagen für eine Form des Freizeitverhaltens in der Türkei, dem bis in die Gegenwart noch große Teile der türkischen Bevölkerung nachgehen: das Yaylacılık, das ‚auf die Yayla gehen‘. Aus dem anfangs rein weidewirtschaftlich notwendigen Pendeln der Nomaden zwischen Winterweiden (Kışla) und Sommerweidegebieten (Yayla) für ihre Herden übertrug sich der sommerliche Yayla-Aufenthalt mit der Zeit – zumeist aus klimatischen Gründen – auch auf Teile der sesshaften Bevölkerung. Aufgrund hoher Sommertemperaturen und Luftfeuchtigkeit (Schwüle) besonders in den Küstengebieten wurde das saisonale Pendeln zwischen tiefer gelegenen Regionen (im Winter) und kühleren Hochlagen (im Sommer) in einigen Regionen der Türkei zu einer regelmäßigen Gewohnheit. Mit vermehrter Ansiedlung der Nomaden und Zunahme fester Siedlungen an Zahl und Größe vor allem in Binnenbecken und Küstenhöfen des Landes entwickelte sich der Yaylabesuch während der osmanischen Spätzeit für Teile der Landbewohner und insbesondere für Städter immer mehr zu einer festen Institution.

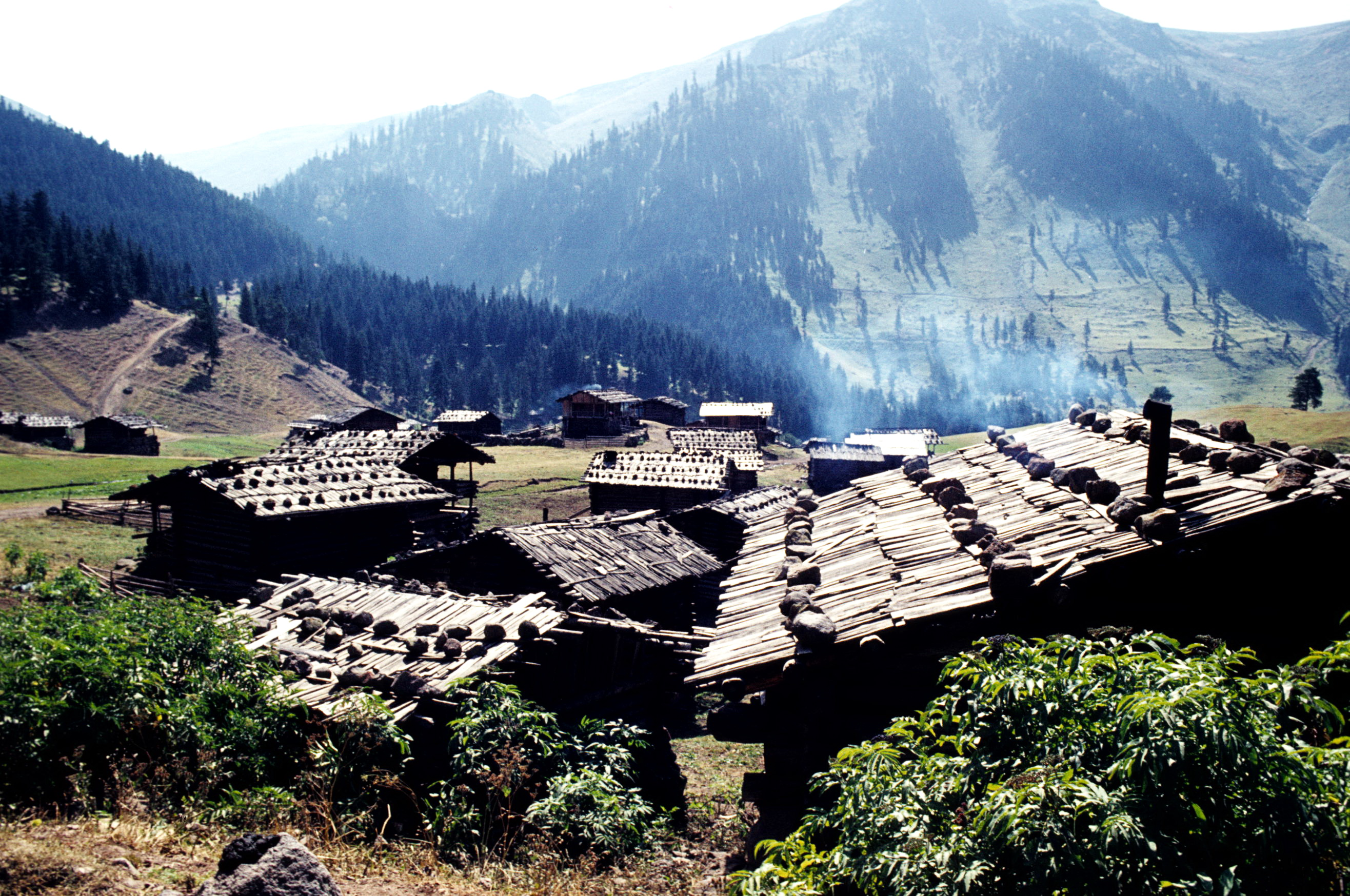
Blockhäuser der Sommersiedlung Sahara Yaylası nahe Şavşat, Nordost-Pontus bei Artvin: Die traditionelle Blockhaus-Bauweise der Yayla-Häuser zieht sich über den gesamten bewaldeten pontischen Gebirgsbereich bis an die georgische Grenze.

## Verbreitung
Sommeraufenthalte dieser Art findet man unter verschiedensten Bezeichnungen im gesamten türkisch- und iranischsprachigen Raum Südwest- und Zentralasiens. Der Begriff beinhaltet traditionell in erster Linie hoch gelegene Gebiete, die von der Bevölkerung während des Sommers aufgesucht werden – aus allerdings unterschiedlichen Gründen: Zur reinen Erholung, für reine Almwirtschaft und für Urlaub und Almwirtschaft. Man kennt dieses Phänomen der „Sommerfrische“ unter anderem auch in Afghanistan, wo die Oberschichtler großer Städte seit langem saisonal zwischen Sommer- und Winterwohnsitz pendeln. Vergleichbares erfährt man von Eckart Ehlers und Bernard Hourcade über die städtische Elite Teherans bzw. von Gerhart Bartsch für Kayseri.

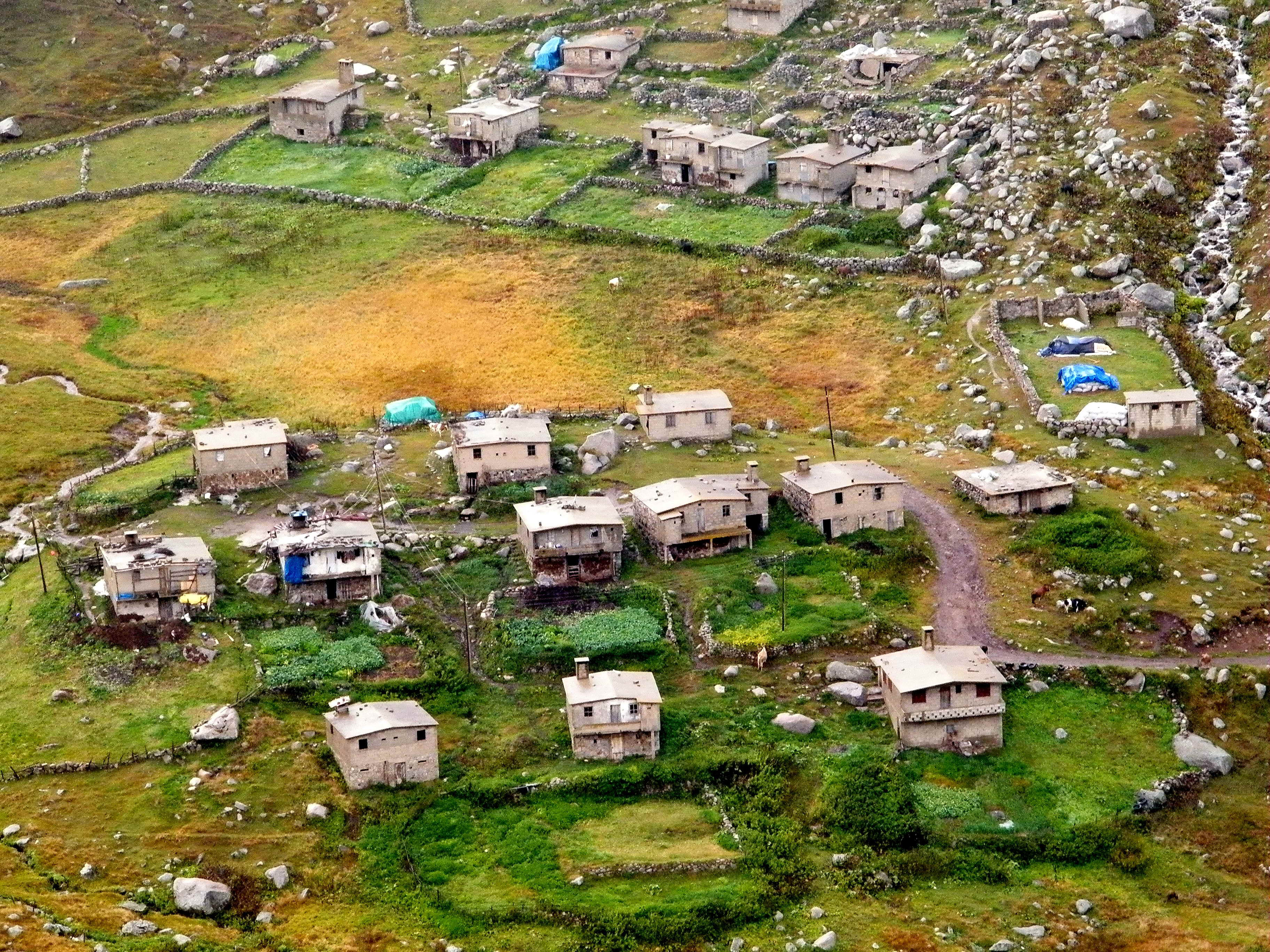
Kleine Sommersiedlung auf 2500 m Höhe am Ovitdağı-Pass bei Rize (Pontisches Gebirge): Mittlerweile haben mancherorts moderne Betonbauten die traditionellen Blockhäuser des Pontus verdrängt.

In der Türkei existieren neben den etwa 36000 ländlichen Gemeinden rund 26000 saisonale Siedlungen in Yaylagebieten, die im Winter im Allgemeinen unbesiedelt bleiben. Erste klare Informationen über derartige Yaylas, die Städter als Sommerfrische nutzten, findet man verschiedentlich bei dem türkischen Reisenden Evliya Çelebi für die Mitte des 17. Jahrhunderts z. B. für Regionen im anatolischen Hochland bzw. im Taurus, später dann vermehrt im 19. Jahrhundert bei Adam Christian Gaspari für Adana, bei Tschihatscheff für Tarsus, Antalya und andere Küstenorte sowie für Istenar (heute Korkuteli im Taurus) sowie bei Carl Ritter für Antalya. Da das Wort Yayla zunächst einmal als Bezeichnung für hochgelegene Orte bzw. Plateaus, Hochflächen verwendet wird, findet man Yaylaorte als saisonale (Sommer-)Siedlungen überall in Gebirgen der Türkei, allerdings mit unterschiedlicher Bedeutung:

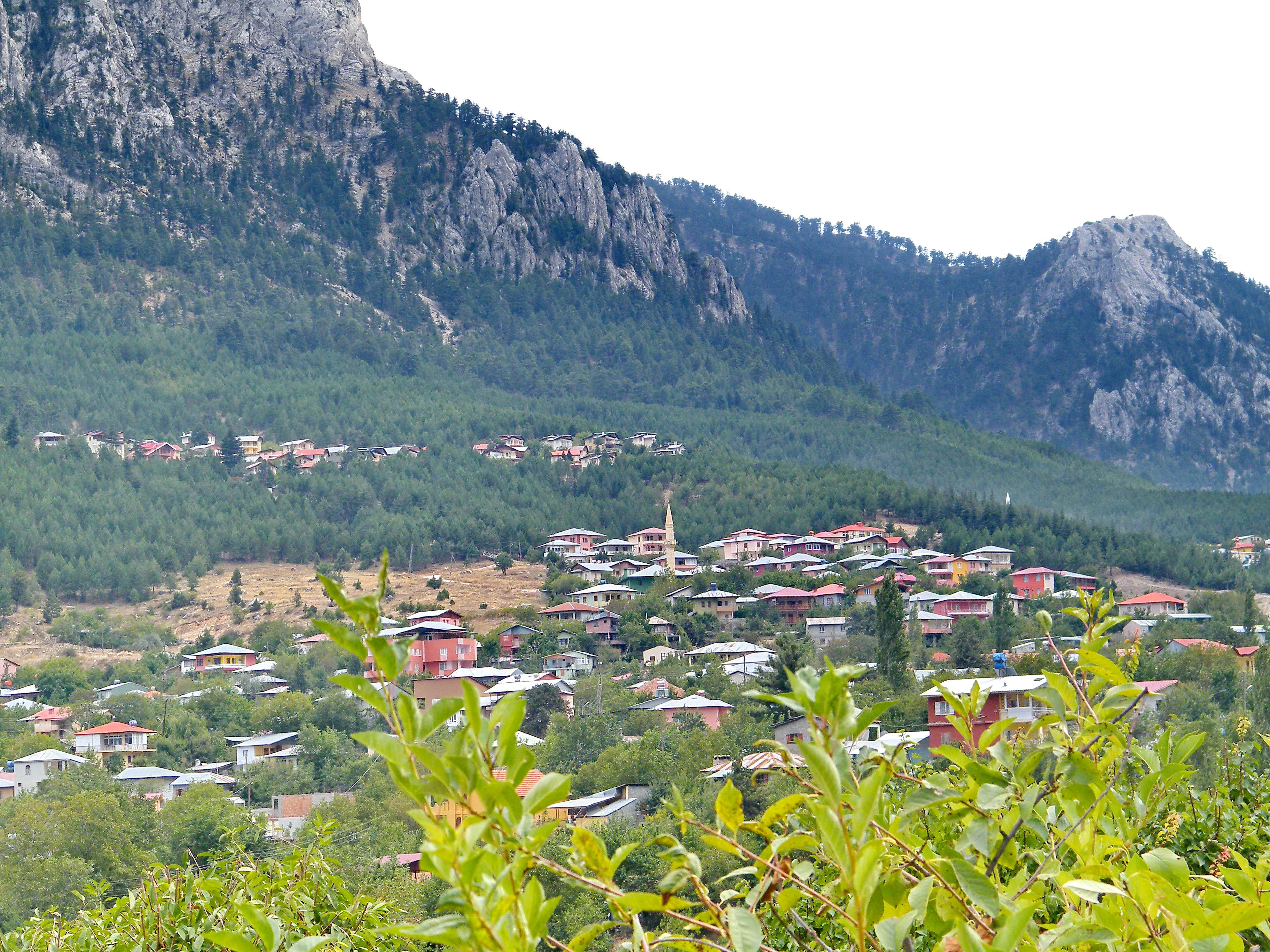
Die alte Sommerhaus-Siedlung Bürecek/Tekir Yaylası auf den Gülek-Pass (Kilikische Pforte) galt bis zum Bau der Autobahn durch den Taurus von Adana in Richtung Ankara als eine der traditionellen Yaylas im Hinterland der türkischen Südküste. Sie ist mittlerweile stark verstädtert.

- Der klassischen Typ der Yayla mit rein wirtschaftlicher Nutzung als Alm mit Almwirtschaft (Viehhaltung, z. T. marginal Feldbau) ist ein Sommeraufenthalt in (weidewirtschaftlicher) Ergänzung der stationären Landwirtschaft von Dörfern in tieferen Lagen. Diese Art ist vor allem in Nordanatolien noch weit verbreitet (z. B. Kaçkar-Gebirge bei Rize), findet sich aber auch im Taurus (Yazır bei Antalya) sowie in inneranatolischen Gebirgslandschaften (Tekir bei Kayseri).
- Bei Dorfgemeinschaften, die zur sesshaften Landwirtschaft übergegangen sind und nur aus Tradition bzw. wegen der sommerlichen Hitze die Yayla aufsuchen, steht der Almauftrieb, wenn sie überhaupt einen solchen noch durchführen, deutlich im Hintergrund. Sie nutzen den Yayla-Aufenthalt weitgehend zur Erholung. Dieser Typus ist mittlerweile vor allem im Pontischen Gebirge, aber auch in den sommerlich heißen Regionen Südanatoliens weit verbreitet. Beispiele dafür sind Namrun (Çamlıyayla) bei Mersin, Çarşamba und Perşembe bei Ordu oder Kadırga bei Trabzon.
- Dazu zählen auch ländliche Gemeinden Inneranatoliens mit sesshafter Landwirtschaft und saisonalem Pendeln zwischen festem (Winter-)Dorf (oder Stadt) und dem Yaylaaufenthalt im relativ nahegelegenen (mittlerweile „festen“) Sommerdorf auf gleichem Höhenniveau in einer Art „Yayla-Bauerntum“, wie es Wolf-Dieter Hütteroth für Inneranatolien[11] und Teile des mittleren Kurdischen Taurus[12] beschreibt. Beispiele bilden u. a. noch heute die bäuerlichen Siedlungen und ehemaligen Yaylas rund um die Kreisstadt Karapınar. Nur tritt hier der Erholunksfaktor hinter dem wirtschaftlichen deutlich zurück.
- Yaylaaufenthalte als reine Sommerfrische zur Entspannung und Erholung von der sommerlichen Hitze und von den Umweltproblemen der Städte sind besonders als Sommerferien der Bewohner großer Ballungszentren beliebt, so z. B. Bürecek und Tekir (für Adana und Tarsus), Abant und Gölcük (für Istanbul), Korkuteli und Elmalı (für Antalya), Bozdağı und Gölcük (für İzmir) oder Soğukoluk/Belen (für İskenderun und Antakya).[13] Es ist offensichtlich, dass sich diese „städtischen“ Yaylas vorrangig an Auswahlkriterien wie frischer Luft, Wasserreichtum, angenehmen Temperaturen, ausreichend Schatten, beschaulicher Ruhe und idyllischer Lage orientieren. Zusätzlich zu diesen Merkmalen, die man in Städten kaum findet, tritt die günstige Erreichbarkeit der Yayla für den Besucher.[14]
- In Gebieten um Erzurum, Kars und Bolu unterhält jedes zweite oder dritte Dorf eine Almwirtschaft des klassischen Typs. Man trifft sie im Nordosten auf den Hochebenen von Tortum, Narman, Kars, Güllü, Karasu, Allahuakbar und des Flusses Araxes (Aras Nehri) ebenso wie generell im Schwarzmeergebiet oberhalb der Baumgrenze auf über 2000 m Höhe. Hier sind die Yaylas fast immer als Ergänzungsweiden für die Viehhaltung an feste Tieflanddörfer gekoppelt, während man anderswo Yayla-„Wirtschaft“ (Transhumanz; Almwirtschaft) nur bedingt betreibt. So zieht sich in Nordanatolien eine Kette klassischer Hochalmen von den Yalnızçam Dağları (Ardahan) bis nach Kastamonu. Während sie zwischen Trabzon und Giresun im Hinterland von Görele ausdünnen, erreichen sie im Kaçkar-Gebirge, südlich von Ünye, Ordu und Gerze sowie in den Gebirgen nördlich von Boyabat und Taşköprü ihre größte Dichte. Eine weitere Yaylakette im östlichen Schwarzmeergebiet umfasst die Yaylaflächen von Ardahan und Şavşat, von Aşkale, Koyulhisar, Suşehri, Tokat, Gümüşhacıköy und Ilgaz. Im Westen sind es die Hochebenen nördlich von Ankara, Çankırı und Eskişehir sowie zwischen Gerede und Bolu mit hoher Dichte nördlich von Kızılcahamam. Dort sind sie sehr häufig weilerartig als locker gestreute Siedlungsnester verbreitet.

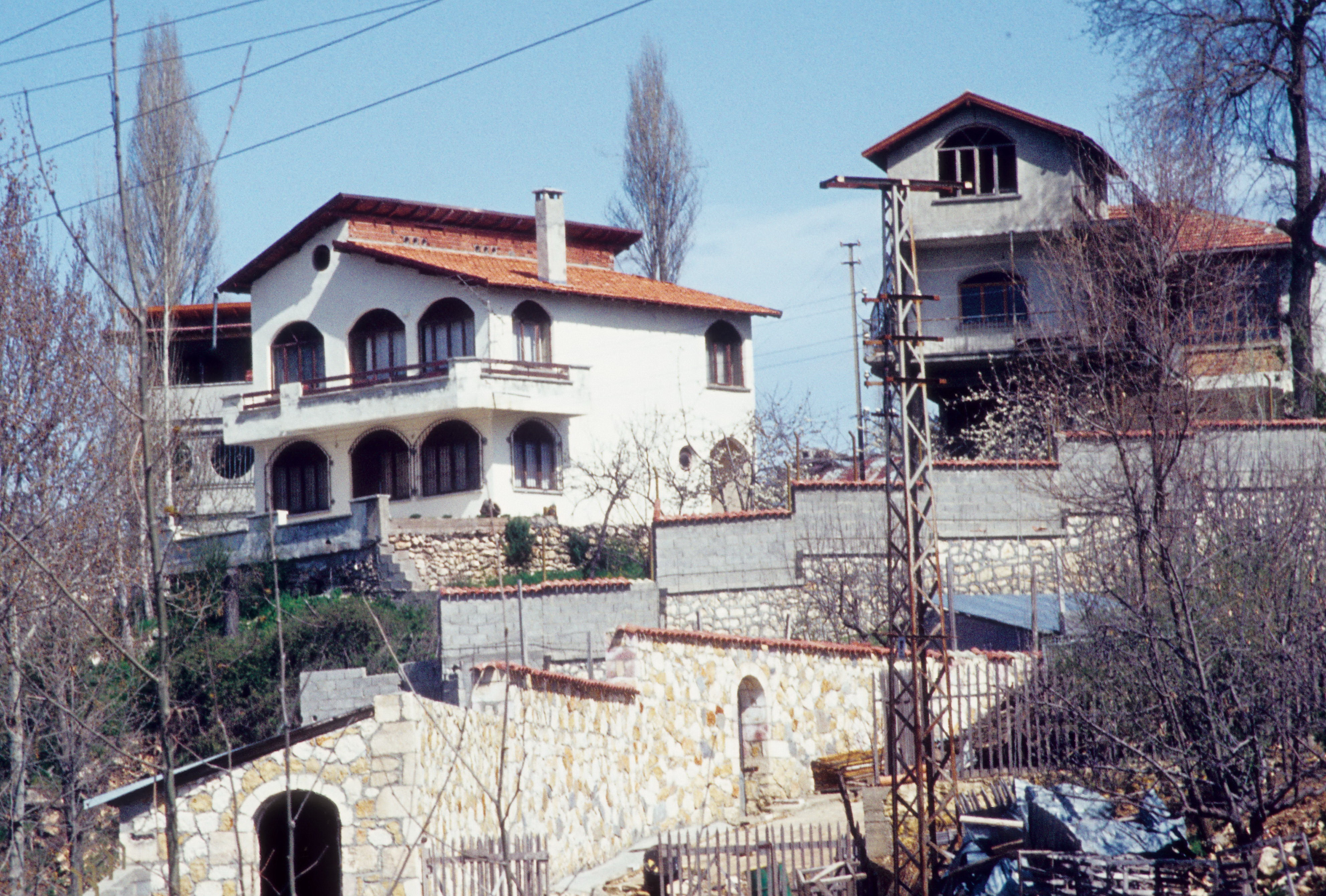
Moderne Sommerhäuser teils fertig, teils im Rohbau in Gözne im Taurus-Hinterland von Mersin im April 1984: Auch in den Yaylas in den Taurusgebirgen sind die traditionellen Unterkünfte meistens modernen Ferienhäusern gewichen.

- Im Mittelmeergebiet ist die Situation in mancher Hinsicht etwas anders. Das Taurus-Gebirge enthält ausgedehnte Yaylagebiete zumeist zwischen 1000 und 2000 m. Während sie im Hinterland von Alanya und um den Suğla-See gehäuft auftreten, liegen sie in den östlichen Eğridir-Bergen, in den Sultan Dağları, im Aladağ- und Erciyes-Dağı-Massiv eher vereinzelt. Sehr viele gehen auf saisonale nomadische Sommerorte zurück, andere gehören seit langem zu alten Küstensiedlungen. Sie dienen hier vorrangig der Erholung vor den hohen Sommertemperaturen. Man trifft sie auf den Taurus-Vorhöhen um einen zentralen Siedlungskern oft als Streusiedlungen, die sich locker über riesige Flächen verteilen (Çamlıyayla). Die bekanntesten unter ihnen und von der Südküste aus auch auf einem Wochenendausflug leicht zu erreichen sind Aslanköy, Ulaş, Meşelik, Çamalan, Damlama, Gözne, Belen, Kuzucubelen, Fındıkpınarı und Çamlıyayla, die mit unzähligen Sommerhäusern ausgedehnte Plateaulandschaften zersiedeln.

In der Ägäisregion gibt es deutlich weniger dauerhaft eingerichtete Yaylaorte. Sie liegen in den Aydın Dağları, Honaz Dağı und in den östlichen Menteşe-Bergen (Madran Dağı) in Höhen um 1800–1900 m.

## Aussehen und Bauweise

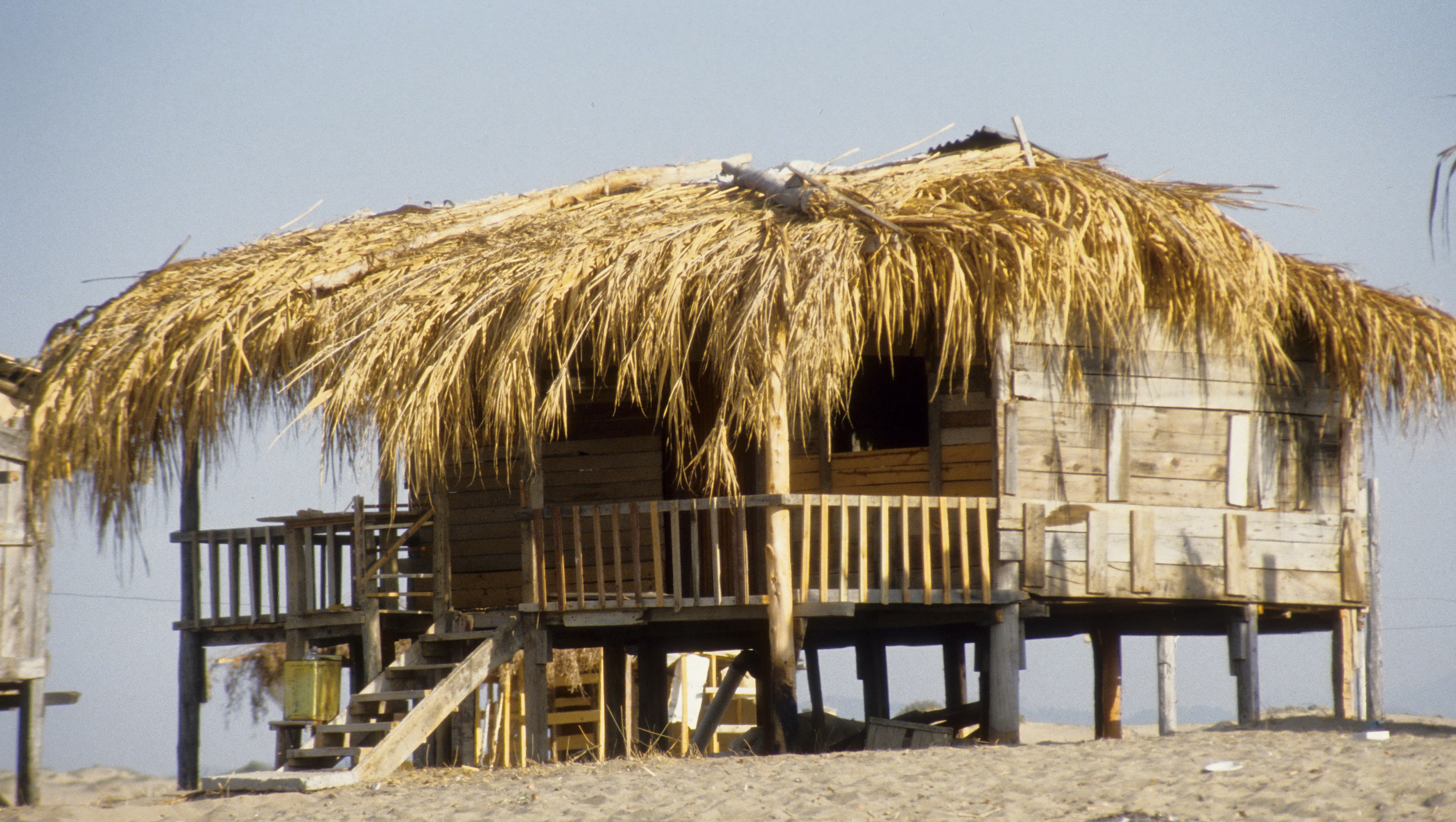
Mit steigendem Wohlstand in der Türkei sind typische einfache Sommerhütten (Çardaklar) mittlerweile sowohl in den Gebirgs- als auch in den Küsten-Sommerfrischen bis auf Relikte verschwunden.

Noch weit bis ins 20. Jahrhundert hinein wurde die türkische „Sommerfrische“ in oft sehr einfachen Gebäuden auf althergebrachte Weise verbracht. Selbst von Städtern wurden überwiegend einfache Holzbauten errichtet, wie man sie auch heute noch unter den umgangssprachlichen Bezeichnungen Çardak ‚Laube‘ oder Oba ‚Nomadenbehausung‘ in Sommersiedlungen des Taurus vorfindet, und die sich mit Verlagerung der sommerlichen Ferienzeit als Küsten-Sommerhäuser anfangs auch an den Stränden des Mittelmeeres etablierten, ehe der moderne Massentourismus der Europäer die türkischen Strände eroberte. In den kühlen und feuchteren Bereichen des Pontischen Gebirges dagegen ist traditionell das Blockhaus als Yaylagebäude üblich, auf den trockeneren Hochflächen von Ardahan eher flache Steinbauten. Während man in den Taurus-Yaylas wegen der sommerlichen Trockenheit bisweilen heute noch in einfachen Laubhütten und Zelten wohnt, finden in der Schwarzmeerregion derartige Behausungen kaum Verwendung, da Niederschläge zu allen Jahreszeiten dort feste Unterkünfte erfordern. Die Bauweise der Yayla-Häuser erfolgt nicht unbedingt nach klimatischen Gesichtspunkten, sie ist vielmehr abhängig von der jeweiligen Finanzkraft des Bauherrn. Der Standort der Gebäude ist ausschließlich vom persönlichen Geschmack der Besitzer geprägt. Das planlos verlaufende Wegenetz zwischen den oft weitläufig gestreuten Sommerhäusern und Siedlungsteilen macht deutlich, dass Anlage und Ausbau einer Sommersiedlung spontan erfolgt und jede Planung fehlt. Offensichtlich entstehen zunächst einmal die Häuser, ehe man Verbindungswege zwischen ihnen anlegt oder feste Zufahrten heranführt.

## Herkunft und Sozialstruktur der Yaylabesucher
Herkunftsgebiete der Sommerbevölkerung in den Yaylas lassen sich meist recht genau abgrenzen. Hinweise darauf geben schon Berichte z. B. für die Ova- und Plateaulandschaft von Elmalı und Korkuteli aus dem 19. Jahrhundert:

„Mehrere Jailas dieser Art liegen hier auf dem Hochlande […] umher, gleichnamig den im tiefen Xanthusthale liegenden Winterdörfern, denen sie die kurze Sommerzeit hindurch als Sommersitz für ihre Herden, Weiber und Kinder dienen. Jeder bedeutende Ort im Tieflande hat so auf diesem höheren Plateaulande seine Jaila, die mit dem aufbrechenden Frühling besucht, mit den Herbsttagen aber wieder verlassen wird.“

Die Sommersiedlungen in Taurus und Pontus und in den westlichen Bergländern werden also von Bewohnern aus Orten der Küstenbereiche, der Grabensenken und der Binnenbecken aufgesucht, so die Yaylas Fındıkpınar, Gözne und Arslanköy von Mersin aus. Die Städter von Tarsus besuchen Namrun (Çamlıyayla), Meşelik und Gülek, die von Adana Tekir, Bürücek und Kamışlı. Von İskenderun aus wählt man Soğukoluk und Belen, von Alanya aus Gedevet, Dereköry und Türktaş. Von Antalya aus geht man nach Saklıkent und Gödene (Altınyaka). Vergleichbares gilt auch für die kleineren städtischen Siedlungen dieser Regionen: Für die mediterranen Küstenorte zwischen Alanya und Manavgat sind z. B. die Bergorte Gündomuş und Koprülü bevorzugte Ziele. Für Anamur ist es Beşkonak (Abanoz), für Kaş sind es Gömbe und Akçay. Für die Orte im Ägäisraum im Graben des Küçük Menderes, wie Ödemiş, Tire oder Bayındır, stehen Golcük, Kozak, Büyük Yamanlar oder Bozdağ zur Auswahl und für Ünye und Ordu an der Schwarzmeerküste ist es Çambaşı.
Zu mancher größeren Stadt der Mittelmeer-Küstenregion gehören jeweils mehrere Sommerfrischen. Oft hat man eine stadtnahe und eine stadtferne Yayla alternativ: Für Mersin z. B. ist Gözne (ca. 25 km von der Stadt) die stadtnahe, und Fındıkpınar (45 km nordwestlich von Mersin) bzw. Arslanköy (60 km nordwestlich) sind stadtferne Yaylas. Tarsus verfügt einerseits über die stadtfernen Yaylas Namrun und Gülek, andererseits über die stadtnahe Yayla Meşelik.
Innerhalb der Yaylabesucher zeichnet sich eine Differenzierung in der Sozialstruktur ab. Stadtnahe Sommerfrischeorte, wie z. B. Gözne oder Soğukoluk, werden hauptsächlich von Geschäftsleuten, Beamten und Angestellten und deren Familien aus den Städten frequentiert. Ausschlaggebend dafür ist offenbar die Nähe zur Stadt und eine gute Verkehrsanbindung zum Arbeitsplatz des Ernährers einer Familie, da hier ein tägliches Pendeln zur Arbeit möglich ist, weil günstige Fahrgelegenheiten mit Bus, Dolmuş oder Taxi in die Stadt geboten werden. In derartigen Sommerfrischeorten, in denen fraglos Angehörige höherer Sozialschichten der Städte als Urlauber überwiegen, fehlen primitive Unterkünfte, wie Laub- und Bretterhütten oder Zelte weitgehend.
In den stadtfernen Sommerorten trifft man zwar auch auf gehobene Sozialschichten, aber kaum auf solche, die täglich zur Arbeit in die Stadt fahren müssen, sondern eher auf eine schmale Oberschicht, die sich einen längeren Verdienstausfall leisten kann. Hier spielt die Entfernung eine entscheidende Rolle. Da manche stadtfernen Yaylas mehr als 100 km von den Herkunftsorten ihrer Bewohner entfernt liegen, ist ein tägliches Pendeln zum Beschäftigungsort für solche Leute natürlich nicht denkbar. Die Masse der Städter, die man im Sommer auf stadtfernen Yaylas antrifft, stammt deshalb eher aus mittleren und unteren Einkommensschichten, deren Familien hier den Jahresurlaub verbringen, deren „Verdiener“ aber die meiste Zeit in der Stadt leben, während die Angehörigen weiter den Yayla-Aufenthalt genießen. Sie bleiben deshalb während der Woche an ihrem Arbeitsort und kommen nur übers Wochenende, um ihre Familie auf der Yayla zu besuchen: Einerseits Facharbeiter, einfache Arbeiter mit dauerhaftem Arbeitsverhältnis, kleine und mittlere Grundbesitzer bzw. Geschäftsleute mit regelmäßigen Einkünften, andererseits Saisonarbeiter, Tagelöhner oder Kleingrundbesitzer. Da in der Türkei in der Regel der Mann als Familien-Oberhaupt das Geld verdient, sind ihre Frauen und Kinder während der Woche auf der Yayla die meiste Zeit allein. Der bisweilen benutzte Begriff der Kadın Yaylası ‚Frauen-Yayla‘, so z. B. für die Yayla Namrun (=Çamlıyayla) von Tarsus, kennzeichnet diese Situation treffend.
Zu den Besuchern stadtferner Yaylas zählen auch vermögende Bauern aus der Umgebung der Sommerfrische selbst, die dort zumeist ein ihnen vertrautes Milieu suchen, denn stadtnahe Sommerfrischen sind meist viel zu exklusiv und urban. In der Regel verfügen diese Besucher über Grundbesitz in ihrem Dorf und auf der Yayla, die sie im Sommer aufsuchen. Sie bewirtschaften ihre einstigen Sommerweiden inzwischen oft mit Obst- und Gemüsekulturen, deren Produkte sie im Sommer an andere Yaylabesucher verkaufen.

## Infrastruktur
Zwar gibt es auch heute noch Yaylas, zu denen man nur mühsam über schlechte Zufahrten gelangt. Der moderne Straßenbau hat aber vorrangig für die bedeutenden städtischen Gebirgssommerfrischen inzwischen recht bequeme und schnelle Zufahrten geschaffen – sowohl mit eigenem Fahrzeug, als auch mit öffentlichen Verkehrsmitteln, so dass Pendeln zwischen Yayla und Arbeitsort meist möglich ist. Wege, für die man früher mit Lasttieren mehrere Tage brauchte, kann man heute in wenigen Stunden zurücklegen. Und der Transport von notwendigem Hausrat mit modernen Lastkraftwagen ist gegenüber damals nahezu problemlos geworden. Selbst letzte Nomaden (sogenannte „Traktornomaden“) aus der Çukurova verfrachten Familie und Vieh heute per Traktor mit Anhänger auf die sommerliche Hochweide.
Größere Yaylas verfügen in der Regel über die notwendigsten infrastrukturellen Einrichtungen. Dies ist nicht immer erst jüngster Erschließung und Planung zu verdanken, das zeigen Beispiele der Yaylas Beşkonak (Abanoz) von Anamur und Korkuteli (İstanoz) von Antalya aus dem 19. Jahrhundert. In Abanoz (Abanoz Jaila bei Kiepert) steht noch das frühere Konak (Verwaltungsgebäude) des Landkreises Anamur für den damaligen „Sommerbetrieb“, und in İstanoz gab es schon damals einen Bazar, also einen festen Ladenteil zur Versorgung der Sommerbevölkerung. Dazu gesellte sich noch zusätzlich mobiles Gewerbe:

„In Seideler [Seideler Yayla, heute Bezirkszentrum Seki westlich von Elmalı am Oberlauf des Koca bzw. Esen Çayı; Anmerkung des Autors] hatte sich außer den Hirten noch eine andere kleine vagabundierende Ansiedlung eingefunden, es waren jene wandernden griechischen Handwerksleute aus Levissi bei Macri [Fethiye; Anmerkung des Autors], die dort in der Winterzeit ihr Schuhmachergewerbe treiben und ihre Krambuden aufschlagen; zur besseren Jahreszeit pflegen sie regelmäßig ihre Häuser, Weiber und Kinder zu verlassen und sich auf die Wanderschaft zu begeben als hausierende Trödler und Schuhflicker, wo sie dann als geschwätzige Neuigkeitskrämer bis zu den Jailas hinaufziehen, wo sie den einsamen Hüttenbewohnern und Hirten bei ihren Herden erwünschte Gäste sind und bei ihnen allerlei zu handthieren finden. Auch in Seideler wie auf vielen der anderen Plateaudörfer wurde diese eigenthümliche Bevölkerung von den europäischen Reisenden in der Sommerzeit häufig angetroffen.“

## Jüngere Entwicklungen

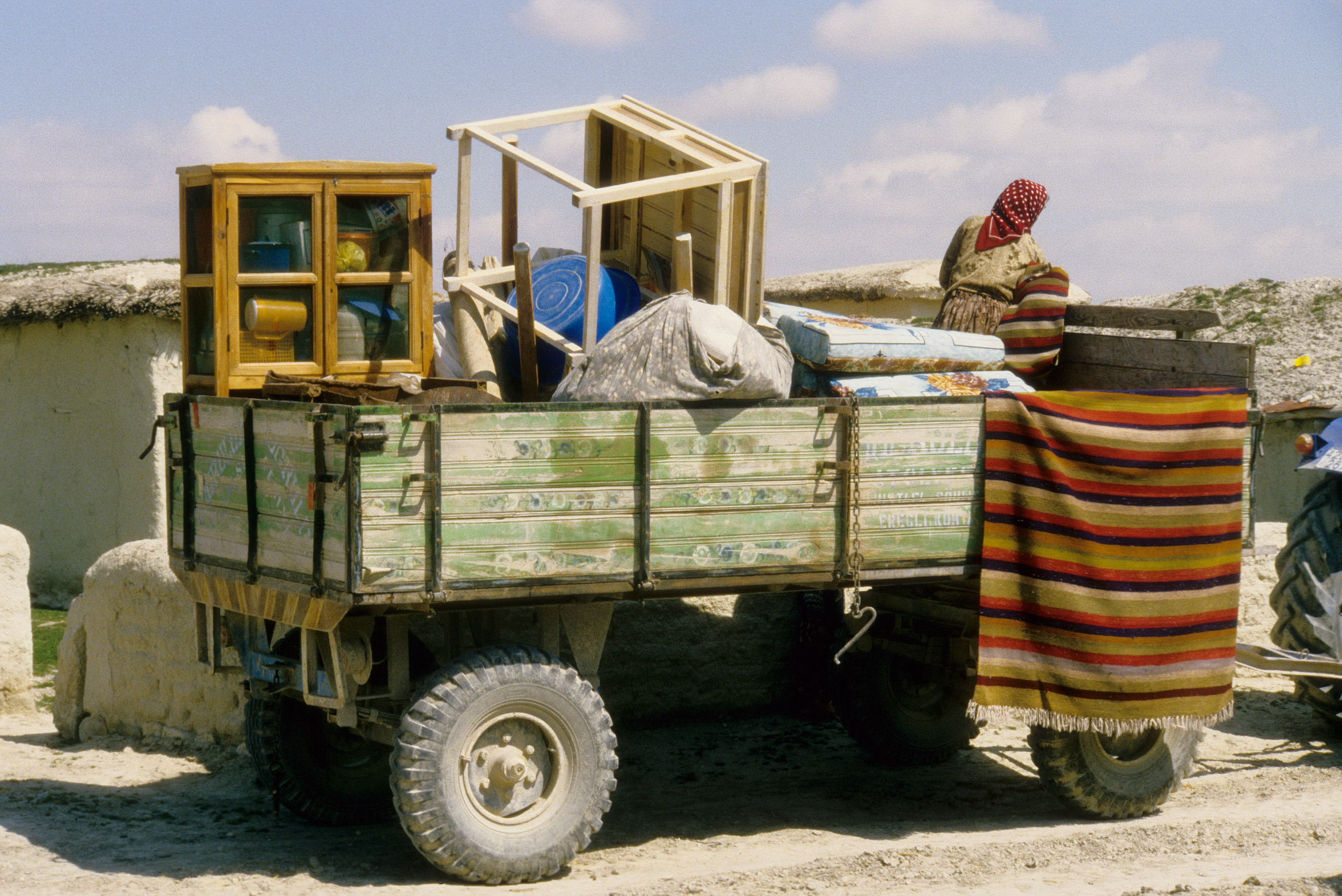
Umzüge in das Sommerdorf, wie hier der Transport von Mobiliar einer Familie aus Karapınar (Konya) bei der Ankunft im Sommerquartier Karapınar Yaylası im Frühjahr 1988, sind inzwischen eher selten anzutreffen.

Das Bild der Sommerfrischeorte hat sich inzwischen gegenüber älterer Zeit deutlich verändert. Nachdem sich der Lebensstandard namentlich der städtischen Yaylabesucher (Yaylacı) nach 1950 wesentlich verbessert hatte, traten aufwendige Beton- und Ziegelhäuser mit Dächern aus Zinkblech oder Dachpfannen an die Stelle der traditionellen Unterkünfte. Der Trend, die heimische Bauweise auf diesem Wege zu überfremden, war aufgrund der hohen Kosten zunächst gering geblieben, nahm aber mit wachsender wirtschaftlicher Stabilität deutlich zu, auch wenn man in manchen Sommerfrischen der Gebirge immer noch Laub- und Holzhütten oder Zelte findet. Die jüngere Verkehrserschließung hat verstärkt dazu beigetragen, dass sich städtische Hauptyaylas deutlich vergrößerten und ihr Gesicht veränderten. Wo Straßen von den Küsten zu den Sommerfrischeorten hinaufführen, entstehen im Yaylazentrum neue modernere Läden. Entlang der Hauptstraße liegen Kaffeehäuser, Schlachtereien, Bäckerläden, Lebensmittelgeschäfte und Restaurants, nicht selten auch Handwerksbetriebe vom Automechaniker bis zum Zimmermann. Während der Sommermonate bieten diese Ladenstraßen ein ausgesprochen lebhaftes Bild bis in die späten Abendstunden. Manche großen Stadtyaylas zählen weit über 1000 Hütten und Häuser (z. B. Kamışlı Yayla bei Camardı mit etwa 4000 Sommerhäusern), und die Bewohnerzahl kann in der warmen Jahreszeit leicht auf über 10.000 Personen ansteigen. Außerhalb der Saison dagegen herrscht dort die Ruhe von Geisterstädten.
Einige Sommersiedlungen entwickeln mit der Zeit Züge von „Modeorten“. Vorzugsweise solche in der Nähe betriebsamer Handels- und Hafenstädte wurden zu fragwürdigen Vergnügungsplätzen, deren „Etablissements“ für zahlungskräftige Seeleute auf Landurlaub, finanzstarke Händler, vermögende Bauern und Großgrundbesitzer sowie reiche Besucher aus arabischen Nachbarstaaten über das ganze Jahr hinweg mit zugkräftigen Attraktionen aufwarten (so z. B. Soğukoluk bei İskenderun). Andere nachweislich ehemalige Sommerorte konnten sich dank ihrer günstigen Lage zu dauernd bewohnten Siedlungen entwickeln. Dieser Prozess ist auch in der Gegenwart noch höchst aktuell. Zu solchen ehemalige Yaylas von Finike, Antalya, Aydıncık, Alanya und Anamur z. B. zählen fraglos die heutigen Dauersiedlungen Elmalı, Korkuteli, Gülnar, Gündoğmuş bzw. Beşkonak. Einige von ihnen werden heute immer noch gerne im Sommer von der Küstenbevölkerung besucht, und sie sind den Bewohnern der Orte selbst und auch den Küstenbewohnern in ihrer früheren Funktion als Yayla durchaus noch bewusst.
Im Hinterland der touristischen Küstenhochburgen werden mittlerweile Yaylas nach und nach für den Tourismus zu Feriendörfern oder mit einzelnen Ferienhäusern ausgebaut. Doch sind die Entwicklungen im Vergleich zur klassischen Nutzung der Almen bislang noch kaum für ausländische Urlauber bedeutend. Entsprechende Offerten europäischer Agentur-Plattformen im Internet bieten bislang bevorzugt nur Standorte im Hinterland der Schwarzmeerküste bei Trabzon (Maçka; Zigana). Urlaub im Gebirge, wie man es aus der europäischen Tourismuswelt mit Hüttenwesen, Bergbahnen, Wanderwegen usw. schon lange kennt, steckt hier noch in den Anfängen, ist in der Türkei allerdings keine unbekannte Größe mehr, denn die Anfänge sind ohnehin bereits gemacht. Und obwohl Wanderreisen und Trekkingtouren inzwischen eine gewisse touristische Bedeutung auch in der Türkei erreicht haben, fehlt es auf den türkischen „Almen“ bislang noch an entsprechenden Unterkünften. Die mittlerweile auch in der Türkei recht beliebten Wandertouren greifen deswegen für Übernachtungen in Yayla-Siedlungen im Regelfalle bestenfalls auf einfachste Bergunterkünfte oder Yayla-Hütten zurück. Mit Ausweitung dieser Tourismusformen ist bereits eine Veränderung der Yaylabebauung spürbar, aber nicht unbedingt eine soziale Umstrukturierung der Yaylabevölkerung. „Moderne“ Landesbewohner machen mittlerweile ohnehin Urlaub an den Küsten.